# دیستریکت ۸ جاکارتا

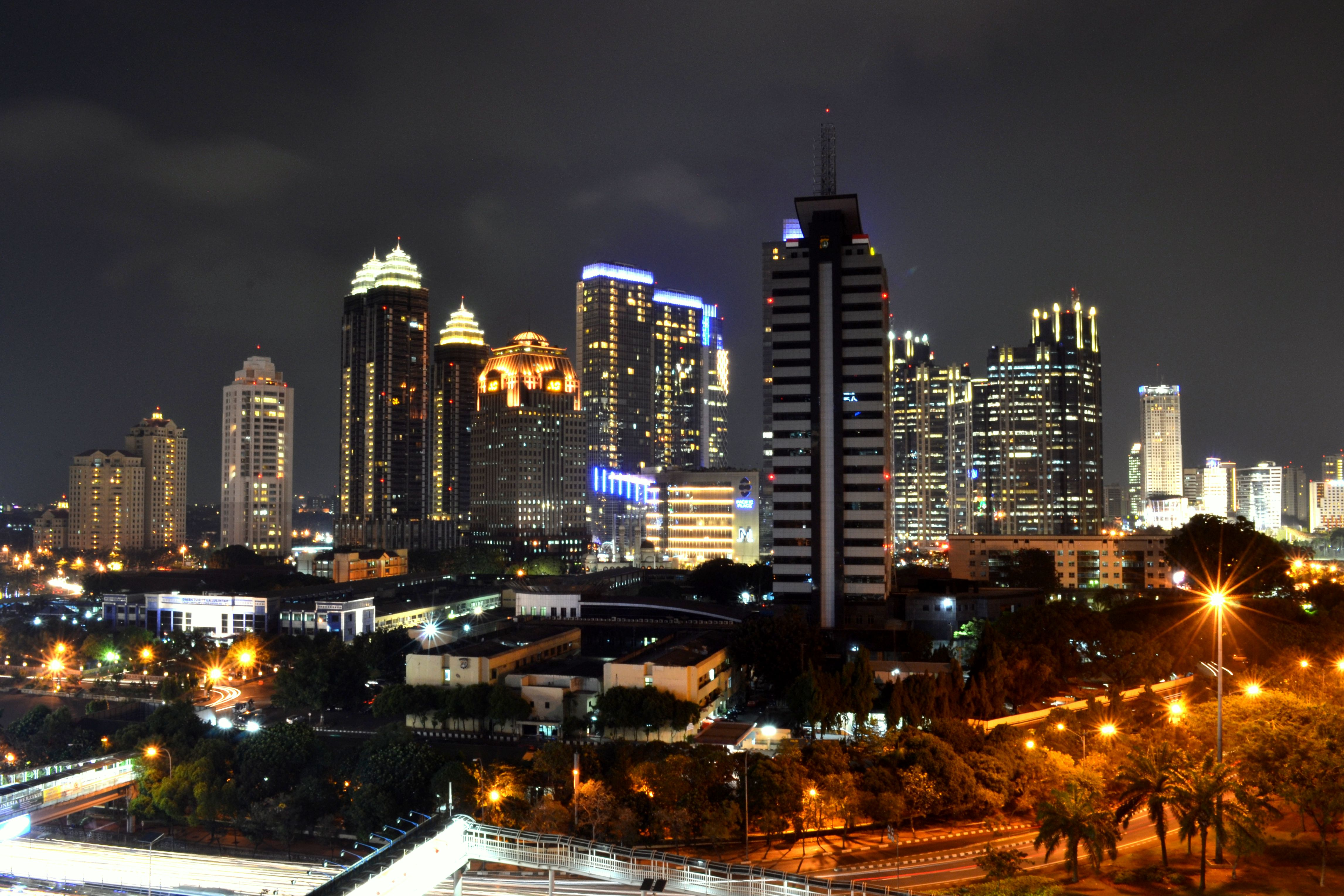
نمای شب دیستریکت ۸ جاکارتا

دیستریکت ۸ جاکارتا (انگلیسی: District 8 Jakarta) ساختمان مسکونی اداری ۶۴ طبقه مستقر در شهر جاکارتا، اندونزی است.